# 情報スパーク! KSBひるズ
『情報スパーク! KSBひるズ』（じょうほうスパーク ケイエスビーひるズ）は、2003年3月28日から2009年3月27日まで瀬戸内海放送で月曜日 - 金曜日 11:30 - 12:00 (JST) に放送されていた情報番組・報道番組。通称は「KSBひるズ」で、新聞のテレビ欄および地上デジタル放送のEPGではこの表記が用いられていた。

## 概要
原則として岡山本社のスタジオからの生放送だったが、時々高松本社から放送する場合があった。詳しくは後述。放送開始当初は2人キャスター制を採っていたが、2005年以降は1人体制になった。放送時間中、11:45 - 11:56:55にテレビ朝日発の『ANNニュース』を内包していた。
KSBの地上デジタル放送試験放送開始後の2006年10月12日以降はハイビジョン放送を実施していた（地上デジタル放送のみ）。ハイビジョン放送開始当初は、ハイビジョンで放送されるのは高松本社でのハイビジョンカメラ取材の映像と番組内包の『ANNニュース』の部分のみで、岡山本社スタジオの映像および岡山本社取材の映像は4:3SD映像をアップコンバートした映像だったが、高松本社 - 岡山本社間の映像伝送回線がハイビジョン対応となった2008年1月14日以降は後者の映像もハイビジョン化された。岡山本社スタジオ映像のハイビジョン映像への移行後もしばらくの間「HV ハイビジョン制作」のマークを表示していなかったが、2008年3月31日から表示するようになった。しかし、同年7月24日以降は『ANNニュース』とともに表示しなくなった。
2008年1月22日以降、地上デジタル放送では画面右下に「KSBひるズ」のロゴを常時表示していた（夕方の『KSBスーパーJチャンネル』（以下Jチャンネル）に倣った形。CMと『ANNニュース』の部分は表示せず）。表示を開始した2008年1月22日から1月25日までの間は、ロゴの右側がテレビによっては画面からはみ出してしまうトラブルがあったが、1月28日放送分でロゴの挿入位置を若干左側へ移動したことでトラブルは解決した。他にもバーチャル対応になり、特集時やANNニュースの項目もCG対応となった（この部分は昼の『ANNニュース』に倣った形）。ニュース項目テロップは『KSBニュース』のものと同一。
なお、KSBは本番組を放送していたことから、テレビ朝日では11:25から放送の『ワイド!スクランブル』（以下ワイスク）は正午開始になっていた。重大事件・事故・皇室関係の祝賀事に関連したニュースで正午開始局がフルネットにしていても、KSBは正午開始を堅持していた。そのため、年末年始を除いて本番組は休止になったことがない。
番組は6年間にわたって放送され続けたが、2009年3月27日放送分をもって終了した。その翌月の2009年4月からKSBでは『ワイスク』が11:30飛び乗りになったが、2010年3月に『にこまるワイド』がスタートしてからは再び正午開始になっている。また、同月からKSBは11:42 - 11:45にローカルニュースを放送しているが、高松本社のスタジオになってバーチャル映像を使わなくなった。その代わりに夕方の『Jチャンネル』でバーチャル映像を使用し始めた。

## タイムスケジュール
- 11:30 オープニング・岡山香川のニュース
- 11:35 特集
  - 夕方の『Jチャンネル』で一度放送された特集の再放送であることが多かった。
- 11:43 岡山香川のニュース
  - 月曜には今週の天気、金曜には週末の天気を放送。
  - 2008年6月までは、月曜・金曜はウェザーニューズ・グローバルセンター（千葉・幕張）とのテレビ電話中継だった。
- 11:45 『ANNニュース』
- 11:57 岡山香川の天気・明日の予告・（金曜の場合）週末のおすすめ番組紹介・『KSBスーパーJチャンネル』の特集予告・エンディング

## 出演者

### メインキャスター
| 期間      | 期間       | 男性     | 女性       |
| --------- | ---------- | -------- | ---------- |
| 2003.3.28 | 2004.10.1  | 多賀公人 | 上村明子   |
| 2004.10.4 | 2005.12.28 | 多賀公人 | 田嶌万友香 |
| 2006.1.4  | 2009.3.27  | （廃止） | 田嶌万友香 |

### 備考
- 多賀・上村・田嶌は当時岡山本社所属。
- 田嶌が出演できない時には、小室早弥香（KSBアナウンサー、高松本社所属）がピンチヒッターとしてキャスターを担当。
- 2006年10月2日から10月6日には休暇のため、本庄里恵子が代理キャスターを務めた。その関係で、同期間中は高松本社での放送となった。
- 2007年5月30日から6月20日までは海外取材（フランス）のため、小室が代理キャスターを務めた。期間中、小室は高松本社で『KSBニュースview』なども担当していたため、高松と岡山を往復しての担当となった。

### 天気キャスター
- 尾崎尚之（ウェザーニュース社員・気象予報士、2007年5月7日 - 2008年6月30日） - 月曜日の「今週の天気」を担当。
- 高橋八重子（ウェザーニューズ社員、2003年3月28日 - 2008年6月27日） - 金曜日の「週末の天気」を担当。
- 菊池真以（ウェザーニューズお天気キャスター・気象予報士） - 予報担当のピンチヒッターとして出演。彼女はその後、『NHKニュース おはよう関西』や『NHKニュース7』などNHKの報道番組に気象キャスターとして出演。現在は『首都圏ネットワーク』『首都圏ニュース845』（いずれも関東ローカル）に出演している。
- 難波彩子（気象予報士、2008年7月1日 - 2009年3月27日） - 月曜日の「今週の天気」と金曜日の「週末の天気」を担当。